# Anthony Olusanya
Anthony Olusanya (Jakobstad, 1º febbraio 2000) è un calciatore finlandese, attaccante del Kalmar.

## Carriera

### Club
Cresciuto nel settore giovanile del Jaro, debutta in prima squadra il 26 gennaio 2018 in occasione dell'incontro di Suomen Cup perso 2-0 contro il VPS.
Nel 2021 viene acquistato a titolo definitivo dall'HJK.

### Nazionale
Dopo aver giocato nella nazionale finlandese Under-21, nel 2023 ha esordito in nazionale maggiore.

## Statistiche
Statistiche aggiornate al 21 ottobre 2021.

### Presenze e reti nei club
| Stagione                | Squadra         | Campionato      | Campionato | Campionato | Coppe nazionali | Coppe nazionali | Coppe nazionali | Coppe continentali | Coppe continentali | Coppe continentali | Altre coppe | Altre coppe | Altre coppe | Totale | Totale | Totale |
| Stagione                | Squadra         | Comp            | Pres       | Reti       | Comp            | Pres            | Reti            | Comp               | Pres               | Reti               | Comp        | Pres        | Reti        | Pres   | Reti   |        |
| ----------------------- | --------------- | --------------- | ---------- | ---------- | --------------- | --------------- | --------------- | ------------------ | ------------------ | ------------------ | ----------- | ----------- | ----------- | ------ | ------ | ------ |
| 2017                    | JBK             | K               | 4          | 0          |                 | -               | -               |                    | -                  | -                  |             | -           | -           | 4      | 0      |        |
| 2018                    | JBK             | K               | 1          | 1          |                 | -               | -               |                    | -                  | -                  |             | -           | -           | 1      | 1      |        |
| 2019                    | JBK             | K               | 3          | 0          |                 | -               | -               |                    | -                  | -                  |             | -           | -           | 3      | 0      |        |
| 2020                    | JBK             | K               | 1          | 0          |                 | -               | -               |                    | -                  | -                  |             | -           | -           | 1      | 0      |        |
| 2018 \|rowspan=3\| Jaro | Y               | 20              | 2          | CF         | 3               | 0               |                 | -                  | -                  |                    | -           | -           | 23          | 2      |        |        |
| 2019                    | Y               | 19              | 6          | CF         | 4               | 0               |                 | -                  | -                  |                    | -           | -           | 23          | 6      |        |        |
| 2020                    | Y               | 21              | 11         | CF         | 3               | 1               |                 | -                  | -                  |                    | -           | -           | 24          | 12     |        |        |
| 2021                    | Klubi 04        | K               | 2          | 0          |                 | -               | -               |                    | -                  | -                  |             | -           | -           | 2      | 0      |        |
| 2021                    | HJK             | VL              | 16         | 3          | CF              | 3               | 0               | UCL+UEL+UECL       | 1+2+3              | 0+0+1              |             | -           | -           | 25     | 4      |        |
| Totale carriera         | Totale carriera | Totale carriera | 87         | 23         |                 | 13              | 1               |                    | 6                  | 1                  |             | -           | -           | 106    | 25     |        |

## Palmarès

### Club

#### Competizioni nazionali
- Campionato finlandese: 3

HJK: 2021, 2022, 2023
- Coppa di Lega finlandese: 1

HJK: 2023